# Roy C. Bennett
Roy C. Bennett (12 de agosto de 1918 - 2 de julio de 2015) fue un compositor estadounidense conocido por las canciones que escribió junto con Sid Tepper, que generaron varios éxitos de Elvis Presley. Entre 1945 y 1970, Tepper y Bennett publicaron más de 300 canciones.

## Biografía
Nacido como Israel Brodsky en una familia de inmigrantes de Europa del Este en Brooklyn (Nueva York), cuando era niño se hizo amigo de un vecino recién llegado, Sid Tepper. Su interés mutuo por la música condujo a una exitosa colaboración musical que duró más de veinticinco años.
Bennett se graduó de la escuela secundaria Thomas Jefferson en el barrio East New York de Brooklyn y posteriormente estudió música en el City College de Nueva York. Aunque poseía una buena voz para cantar, decidió dedicarse a su gran pasión de toda la vida; la composición musical. Sus planes se vieron interrumpidos por la Segunda Guerra Mundial, cuando sirvió en las Fuerzas Aéreas del Ejército de los Estados Unidos. Tras finalizar la guerra se unió a la ASCAP y trabajó como redactor para Mills Music Inc. (ahora EMI Mills Music Inc.).
El 22 de diciembre de 1948, Guy Lombardo and his Royal Canadians grabaron la canción para Decca Records.  El vocalista Vaughn Monroe grabó la versión más vendida de la canción en 1949 para RCA Records. La canción ha sido grabada por otros artistas como Wayne Newton, Vic Dana, Eddy Arnold, Johnny Tillotson y Andy Williams. Bennett y Tepper volvieron a triunfar en 1951 cuando Rosemary Clooney grabó su composición "Suzy Snowflake". 
En 1955, su composición "Naughty Lady of Shady Lane" alcanzó a entrar entre los 10 primeros puestos de las listas de éxitos, tanto para la grabación de Dean Martin como para la de los Ames Brothers y la novedosa canción "Nuttin' for Christmas" de la banda de Art Mooney y el cantante Barry Gordon llegó al número 6 en las listas y fue grabada por otros cuatro cantantes. En 1958, el popular cantante y presentador de programas de variedades de televisión, Perry Como, tuvo un gran éxito con su canción "Kewpie Doll". 
Otros artistas exitosos que grabaron canciones de Bennett & Tepper incluyen a The Beatles, que grabaron "Glad All Over", incluida en The Beatles At The BBC), Connie Francis, Tennessee Ernie Ford, Robert Goulet, Dinah Shore, Burl Ives, Eartha Kitt, Les Paul &amp; Mary Ford, Frank Sinatra, Duke Ellington, Tennessee Ernie Ford, Marty Robbins, Jo Stafford, Wayne Newton y Sarah Vaughan. Si bien estas canciones fueron importantes en el mundo de la música, prosperaron significativamente con el surgimiento del rock and roll. Escribieron quince canciones para el cantante británico Cliff Richard, incluido su sencillo más vendido, "The Young Ones", que también se usó en la película de Richard de 1961 del mismo nombre,  y dos décadas más tarde en la serie de televisión del Reino Unido de 1982-84 con el mismo título, The Young Ones.  En 2002, Bennett fue invitado a Inglaterra para conocer a Cliff Richard y cantó "The Young Ones" con él, ante una audiencia de 12.000 personas en Birmingham .
Lo más significativo de su carrera son las cuarenta y dos canciones grabadas por Elvis Presley.   Estas canciones, coescritas con Tepper, aparecen en varios álbumes de música y bandas sonoras de las películas de Presley.
Su colaboración terminó en la década de 1970 cuando Tepper sufrió un infarto y se retiró a Florida. Bennett se mantuvo activo y publicó el Choral Singer's Handbook  que todavía se publica hoy en día.  Fascinado por la informática, creó un programa de software llamado PowerMacros para WordPerfect .
En 2002, Bennett y Tepper fueron homenajeados en Memphis por Lisa Marie Presley por su contribución al éxito de su padre. También fueron honrados por haber escrito más de un tercio de las canciones que componen el álbum, Blue Hawaii.  Tepper murió en abril de 2015, mientras que Bennett murió el 2 de julio del mismo año en Queens (Nueva York), a la edad de 96 años. 